# 요리이역
요리이역(일본어: 寄居駅, よりいえき)은 일본 사이타마현 오사토군 요리이정에 위치한 철도역이다.

## 타는 곳
| 1·2 | ■ 도조 본선   | 오가와마치 방면                        |
| 3   | ■ 지치부 본선 | 주로 나가토로·지치부·미쓰미네구치 방면 |
| 4   | ■ 지치부 본선 | 주로 구마가야·교다 시·하뉴 방면        |
| 5   | ■ 하치코 선   | 오가와마치·오고세·고마가와 방면        |
| 6   | ■ 하치코 선   | 고다마·군마후지오카·다카사키 방면      |

## 역세권 정보
- 국도 140호선
- 요리이 우체국
- 요리이 정청(町廳)
- 아라카와강

## 역사
- 1901년 10월 7일: 조부 철도(일본어: 上武鉄道, 현재의 지치부 철도)의 철도역으로 영업을 개시함.
- 1925년 7월 10일: 도부 철도가 개통함.
- 1933년 1월 25일: 하치코 선이 개통함.

## 사진

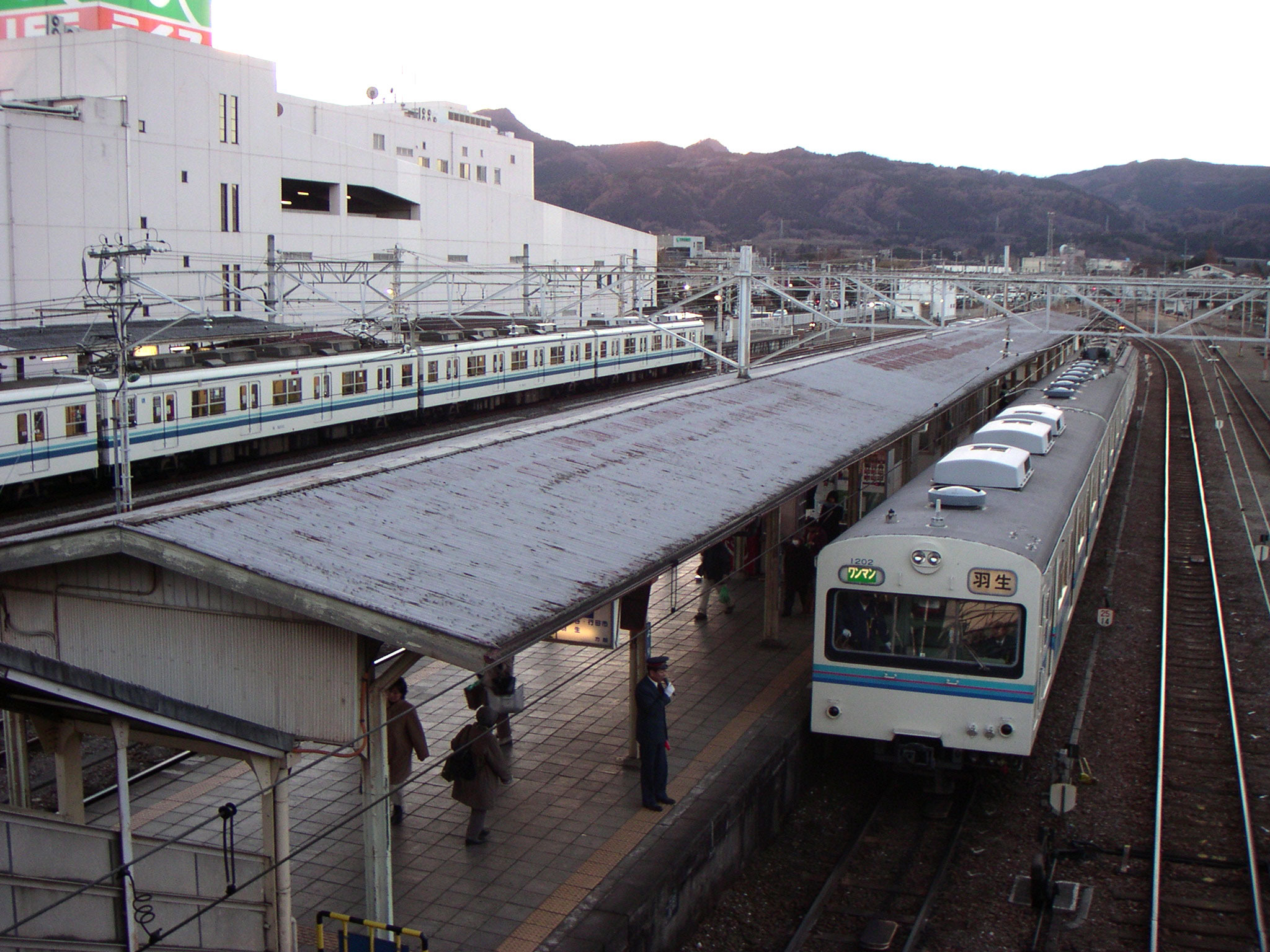
지치부 철도의 승강장 모습(2006년 1월)

## 인접역
| 지치부 철도 ■ 지치부 본선   | 지치부 철도 ■ 지치부 본선 | 지치부 철도 ■ 지치부 본선 |
| --------------------------- | ------------------------- | ------------------------- |
| 다케카와 하뉴 방면          | 급행 지치부지 호          | 노가미 미쓰미네구치 방면  |
| 사쿠라자와 하뉴 방면        | 보통                      | 하구레 미쓰미네구치 방면  |
| 도부 철도 ■ 도조 본선       |                           |                           |
| 다마요도 오가와마치 방면    |                           | 시·종착역                 |
| 동일본 여객철도 ■ 하치코 선 |                           |                           |
| 오리하라 고마가와 방면      |                           | 요도 다카사키 방면        |